# Ristar
Ristar é um jogo de plataforma desenvolvido e lançado pela Sega para o Mega Drive. O jogo é sobre um estrela antropozoomórfica que usa suas mãos e braços longos e extensíveis para se mover e combater os inimigos. A recepção do jogo foi geralmente positiva, mas o lançamento inicial do jogo foi ofuscado devido ao fim iminente do ciclo de vida do Gênesis e a sucessão do Sega Saturn e outros consoles de videogame de quinta geração.
Embora nunca tenha recebido nenhuma sequência, a Sega relançou o "Ristar" várias vezes via download e em compilações Sega-tema, incluindo a linha Sega Forever de lançamentos para dispositivos móveis. O personagem também recebeu vários cameos em outras propriedades da Sega. Um jogo Game Gear, também foi lançado, com diferentes níveis e mecânica de jogo.

## Jogabilidade
Ristar é um jogo de plataforma 2D sidescrolling, similar a games da franquia Super Mario e Sonic the Hedgehog, mas focando menos nos saltos e na velocidade e mais no uso dos braços extensíveis de Ristar, que podem chegar em 8 direções diferentes. O jogador deve manobrar Ristar através do nível até seu fim, evitando ao mesmo tempo danos de obstáculos e inimigos. As armas extensíveis do Ristar são usadas como o principal meio de atacar os inimigos; através da extensão de seus braços, agarrando o inimigo e puxando-se em direção a eles em um movimento de "cabeçada" para derrotá-los. O mesmo movimento também permite abrir arcas de tesouro contendo vários itens, ou atingindo diferentes partes do ambiente, tais como derrubar árvores. Além disso, seus braços elásticos podem ser usados para agarrar e/ou lançar objetos também.
Além de atacar, os braços do Ristar também são usados como um método para projetá-lo através de níveis. Muitas estruturas semelhantes a postes estão presentes para balançar Ristar de um lado para o outro, através de aberturas ou para subir ou descer plataformas verticalmente. Ristar também é capaz de agarrar inimigos e objetos no meio do ar e balançar sobre eles. Além disso, "Star Handles" são colocados em níveis, onde o jogador deve ter Ristar agarrado e usar o impulso para balançá-lo em um círculo de 360 graus. Deixar ir o lança em uma determinada direção, dependendo do tempo de lançamento. Se o momento for ganho o suficiente, surgem brilhos atrás de Ristar e ele executa um movimento chamado "Meteor Strike", que o torna invencível e capaz de derrotar qualquer inimigo ao tocá-los. Quando se perde impulso suficiente, geralmente alguns segundos, o voo cessa, e ele cai no chão de volta ao seu estado normal, embora isto possa ser estendido ao saltar de paredes e tetos durante o voo.
Cada nível termina com um "Star Handle" especial, que é usado para lançar o Ristar até o final do nível. Os pontos de bônus são 9concedidos com base na altitude do Ristar ao voar fora da tela, semelhante a como os níveis terminam em Super Mario Bros. Além disso, cada nível também contém um cabo oculto que envia Ristar para uma etapa bônus, que envolve passar por uma pista de obstáculos dentro de um determinado limite de tempo. Completar o nível em um tempo particularmente rápido ganhará uma continuação, e depois que o jogo for concluído, códigos especiais são concedidos, dependendo de quantos foram concluídos. A saúde do Ristar é mostrada através de um sistema de saúde baseado em ícones que consiste em quatro estrelas no canto superior direito da tela. O dano remove uma estrela e a perda de todas as estrelas faz com que o Ristar perca uma vida. Quando Ristar localiza e agarra uma figura sua, ganha uma vida extra, enquanto que encontrar figuras estelares tradicionais repõe sua saúde; uma estrela amarela repõe uma estrela, enquanto que uma estrela azul repõe todas as quatro.

## Enredo
Assim como outros jogos do mesmo período de tempo, a história do jogo variou entre o lançamento em japonês e seu homólogo em inglês. Em todas as versões do jogo, os eventos ocorrem em uma galáxia distante, onde um pirata do espaço do mal, Kaiser Greedy, usou o controle da mente para fazer os líderes dos planetas obedecerem a ele. Na versão japonesa, os habitantes do planeta Neer (Flora na versão internacional) rezam por um herói antes que o mineiro do controle mental da Ganância, Riho, arrebata o ancião do planeta. As orações desesperadas chegam à mãe das estrelas cadentes, Oruto. Ela desperta um de seus filhos, Ristar, com o único propósito de conceder os desejos do povo inocente. Ele deve parar a ganância e a lavagem cerebral dos líderes de cada mundo para restaurar a paz ao Sistema Valdi.
Na versão internacional, Oruto é omitido por completo. Em vez disso, Ristar tem um pai, o herói lendário, que é uma estrela cadente que protege a constelação de Valjee. Em vez de Oruto despertar Ristar, o herói lendário foi sequestrado pela Ganância, e cabe a Ristar resgatar seu pai também. A versão japonesa do jogo termina com Greedy e dois de seus subalternos, Inonis e Uranim, presos em um planeta deserto, com uma imagem de Ristar aparecendo no espaço, enquanto Greedy simplesmente olha para ela. A cena final na versão internacional mostra Ristar sendo reunido com seu pai mais uma vez.

## Desenvolvimento
No início dos anos 90, a Sega pediu a suas equipes de desenvolvimento que criassem uma mascote para rivalizar com o Mario.Kennedy da Nintendo, Sam. Um dos caracteres propostos tinha orelhas longas de coelho que podiam se estender e pegar objetos, mas isto foi descartado como muito complexo. A equipe passou para os animais que poderiam rolar em uma bola, e se instalou em Sonic the Hedgehog. Alguns anos depois, a Sega desenvolveu outro protótipo, Feel, um personagem que usava seus braços para pegar coisas em vez de orelhas.
Em uma entrevista mensal do Electronic Gaming Monthly de 1994, a equipe de marketing da Sega, composta por Lisa Best e Terry Tang, afirmou que Ristar não foi projetada pela mesma equipe de programação da Sonic, embora grande parte da equipe de jogo criasse mais tarde Nights into Dreams... para o Saturn, o próximo jogo a ser oficialmente creditado à equipe Sonic. Isto, juntamente com a inclusão da Ristar em várias compilações temáticas Sonic e relançamentos no ano seguinte, levaria os jornalistas do jogo a rotular retroativamente o jogo como sendo desenvolvido pela Equipe Sonic "Ristar". Hardcore Gaming 101.

### Localização
Foram feitas algumas pequenas mudanças na localização da versão lançada para os países de língua inglesa. A história foi ligeiramente alterada; na versão japonesa, uma estrela mãe, Oruto, convoca a ajuda de Ristar, onde na versão internacional, Oruto é completamente omitido, e o pai de Ristar, um "herói lendário", é referenciado em seu lugar.
O chefe do nível temático de gelo, Itamor, foi mudado de um grande robô gato para um robô tipo monstro de gelo. No jogo, o Ristar deve pegar pratos quentes de comida e jogá-los na boca do Itamor. No Japão, foi considerado inteligente usar "comida quente" para derrotar um gato, devido a uma referência cultural japonesa a respeito de uma "língua de gato" que não gosta de comida quente. Nas regiões de língua inglesa, essa referência é inexistente, portanto foi mudada para um "monstro de gelo frio" sendo derretido por ser derretido por "comida quente".
O resto das mudanças foram edições muito pequenas no esforço de apelar para o público ocidental, tais como pequenas mudanças gráficas para fazer os rostos de Ristar e de outros personagens parecerem mais sérios, renomeando níveis para nomes mais descritivos de sua aparência, e acrescentando algumas cenas não interativas para mostrar mais continuidade no jogo, tais como uma seqüência de esqui antes do nível temático de neve, ou calçar sapatos antigravidade para explicar por que Ristar está flutuando em um determinado nível.

## Recepção
Em 1994, a Sega originalmente havia lançado Ristar para ser o successor de Sonic the Hedgehog 3. Porém, o jogo nunca teve uma divulgação para para tal, principalmente pelo fato de sido lançado três meses antes do Sega Saturn, console sucessor do Genesis, que acabou ofuscando.
A maioria das avaliações sobre o jogo foram positivas. Sega Magazine deu uma avaliação de 87%, elogiando a jogabilidade, gráficos e a música, mas reclamando que faltou um pouco de originalidade ao pegar emprestado alguns elementos de outros jogos da época, como que ao jogo faltava alguma originalidade e Sonic the Hedgehog, Dynamite Headdy e Earthworm Jim. Sega Pro it avaliou as semelhanças e diferenças da série com Sonic the Hedgehog, afirmando "se você julgasse os jogos puramente pelo aspecto visual, então você seria perdoado por pensar que este Sonic the Hedgehog. Mas quando você realmente sentar e começar a jogá-lo, você descobrirá que este é um jogo muito mais lento e estratégico. Há um grande elemento de quebra-cabeça aqui, que deve fazê-lo sobressair das centenas de outros plataformas no mercado" O Sega Power fez uma série de pontos semelhantes, comparando a jogabilidade com uma mistura "entre Sonic e Dynamite Headdy", mas criticou seu curto comprimento e falta de originalidade, e só lhe deu uma classificação de 74: "...se você gosta de jogos Sonic, você vai gostar disto" mas que "...também não é tão bom quanto Sonic" GamePro também observou que Ristar se sente "lento" em comparação com Sonic, e criticou que Ristar tem poucas animações em comparação com outras estrelas de plataforma e que a baixa dificuldade do jogo o torna adequado apenas para jogadores iniciantes. Apesar disso, eles deram ao jogo uma recomendação geral baseada no visual colorido e na jogabilidade inteligente. A equipe de cinco críticos da Electronic Gaming Monthly deu ao jogo um 7,6 em 10, com Mike Weigand resumindo: "Um excelente novo personagem, Ristar requer mais técnica do que os típicos títulos de ação de correr e saltar". Um crítico da Próxima Geração, embora observando que Ristar pediu muito emprestado da Dynamite Headdy, argumentou que o personagem do jogador tem originalidade e versatilidade mais que suficiente para ir além de ser um mero clone. Citando o excelente design de palco, "transparências manhosas, chefes originais e ótima música", ele o considerou "um dos melhores jogos de plataforma até o momento". Apesar disso, ele deu apenas três de cinco estrelas. A revista Famitsu marcou o jogo como 29 de 40.
Ristar recebeu revisões consideravelmente mais positivas ao longo de uma década depois de ser relançada digitalmente e como parte de compilações de jogos temáticos da Sega. A IGN deu uma nota 8 de 10, elogiando os gráficos, a música e a jogabilidade do jogo, e fechou dizendo que "os fãs do jogo de plataforma fariam bem em dar uma olhada neste" GameSpot elogiou também o lançamento da Consola Virtual, especialmente seus gráficos, afirmando: "Visualmente, os desenvolvedores fizeram o melhor da limitada paleta de cores do sistema e empregaram todos os truques gráficos que puderam para fazer o jogo parecer maneiro. Ristar e seus inimigos têm uma boa variedade de animações, mas o que você provavelmente notará mais são os fundos coloridos e multicamadas que constantemente exibem detalhes animados sob a forma de nuvens em movimento, detritos em queda e criaturas agressivas que têm o hábito de atirar coisas para você à distância" O NintendoLife o pontuou em 9/10 e se referiu ao jogo como um dos melhores do sistema em termos de gráficos, animação e jogabilidade, escrita: "A Ristar prova que a abordagem radical do controle do jogo em um jogo de plataforma pode, às vezes, realmente valer a pena no final". Sonic Team não apenas criou um jogo que se diferencia facilmente de sua série Sonic the Hedgehog, mas também apresentou algumas das ideias de jogo mais singulares da era dos 16 bits e um jogo que é tão divertido de se jogar hoje quanto era há quase 15 anos quando foi lançado pela primeira vez" 1UP.com referiu-se ao jogo como "excelente" e referiu-se a ele como o "mais divertido" dos quatro jogos não-sônicos da Sonic Mega Collection. AllGame ecoou o sentimento, referiu-se a ele como "sendo tão bom se não melhor que qualquer um dos jogos Sonic incluídos na Sonic Mega Collection e como "uma jóia negligenciada" como parte da Sega Genesis Collection" Entertainment Weekly foi menos positivo em sua revisão, dando-lhe uma pontuação de revisão B devido à percepção de redundância e reciclagem de idéias da série Sonic.
Em uma peça retrospectiva de Levi Buchanan da IGN, ele elogiou os gráficos e a jogabilidade como sendo ótimos para o envelhecimento da Sega Genesis, mas também afirmou que a plataforma prejudicou a capacidade de sucesso do jogo com vendas e visibilidade: "A Ristar nunca teve uma chance. O jogo foi lançado no início de 1995, assim como o mundo dos videogames estava passando para a próxima geração de hardware. A Sega estava se concentrando no lançamento iminente do Saturn e o Sonic ainda era um sucesso monstruoso. E assim o Ristar foi colocado em pasto". Em 2017, a Gamesradar+ classificou o Ristar em 41.º lugar em seus "Melhores jogos Sega Genesis/Mega Drive de todos os tempos".

## Legado
Em uma entrevista de 2006, o designer de Ristar, Akira Nishino, disse:
Será que a Ristar voltará? Provavelmente não. É claro, como desenvolvedor de jogos, eu adoraria ver isso acontecer. Na época do original, eu estava pensando em uma sequência. Chegou até o desenho de um personagem para tal, mas não aconteceu por várias razões. Mas como os fãs têm uma palavra a dizer em tais assuntos, sua contribuição é muito apreciada.
Embora Ristar nunca tenha recebido nenhuma sequência, recebeu mais atenção em anos posteriores através de relançamentos em várias compilações Sonic e Sega-themed, incluindo Sonic Mega Collection, Sega Genesis Collection, Sonic's Ultimate Genesis Collection e Sega Forever. O jogo também foi disponibilizado para download digital na Virtual Console and Steam. Em 2021, foi lançado no serviço Nintendo Switch Online + Pacote de Expansão.
Ristar, como personagem, fez apenas algumas pequenas aparições fora de seus dois jogos originais em 1995. Nos dois jogos Shenmue da Sega para o Dreamcast, Shenmue e Shenmue II, o jogador pode escolher gastar dinheiro para comprar um 'Gachapons' colecionável (brinquedos em cápsulas) de uma máquina; uma das possibilidades em ambos os jogos é uma estatueta Ristar Ele também apareceu brevemente no vídeo introdutório do jogo Segagaga, de 2001, somente no Japão. Ristar não fez mais aparições até 2010, onde fez uma aparição em uma pista para download para Sonic & Sega All-Stars Racing devido à alta demanda para que ele estivesse no jogo. Ele também fez uma aparição como um homem de bandeira na sequência, Sonic & All-Stars Racing Transformed, em 2012. Em 2012, Ristar foi citado pela GameSpot como um dos exemplos de jogos de vídeo perdidos dos anos 90 que mereciam retornar.